# Hideki Komatsu
Hideki Komatsu (小松英樹?, Komatsu Hideki; Aichi, 4 marzo 1967) è un giocatore di go giapponese.

## Biografia
Hideki Komatsu iniziò a studiare il go sotto la tutela di Hajime Yasunaga. Divenne professionista nel 1981 ottenendo il passaggio a 2° dan lo stesso anno. Nel 1995 raggiunse il grado massimo di 9º dan.
Nonostante nel suo palmares figurino solo titoli minori, Komatsu è stato più volte presente nelle fasi finali per la scelta dello sfidante nei titoli principali. In particolare Kisei e Meijin. Nel 2008 ha raggiunto il traguardo della vittoria numero 700 tra i professionisti.
È stato anche insegnante dei professionisti Toshimasa Adachi, Takahiro Inaba, Daiki Komatsu.

## Palmares
| Nazionali   | Nazionali      | Nazionali |
| Torneo      | Vittorie       | Finalista |
| ----------- | -------------- | --------- |
| NEC Cup     | 1 (1993)       |           |
| Shinjin-O   | 2 (1988, 1992) |           |
| Shin-Ei     | 2 (1988, 1990) |           |
| NEC Shun-Ei | 2 (1990, 1992) |           |
| Ryusei      |                | 1 (1997)  |
| Totale      | 7              | 1         |

| Controllo di autorità | VIAF (EN) 259722982 · NDL (EN, JA) 00964950 |